# Théâtre à l'italienne de Douai
Le théâtre de Douai est un théâtre à l'italienne situé dans la rue de la Comédie, à Douai en France, qui a été construit à partir de 1783 et qui a ouvert le 4 décembre 1785. Il est classé monument historique depuis mai 2003.
Il ne subsiste que trois autres théâtres de ce type dans la Région Nord-Pas-de-Calais, ceux de Cambrai, d'Arras et de Saint-Omer, datant des XVIIIe siècle et XIXe siècle.

## Historique
- juillet 1783 : les échevins confient la construction et la gestion d'une salle de spectacles à M. Charles-Louis-Barthélémy Denis (entrepreneur des fortifications).
- 4 décembre 1785 : la première représentation a lieu[2],[3].
- En 1810, la ville en fait l'acquisition  et demande au grand décorateur Ciceri de réaliser un fond de décors (palais, salon de Molière, chambre rustique et bois) auquel il ajoute un salon riche, un hameau, une place publique, un jardin et une vue de campagne.
- Le théâtre adopte dès leur invention les innovations techniques : l'éclairage au gaz, l'électricité, l'électronique...
- Des personnages illustres ont fréquenté le théâtre : Paganini, Liszt, Mademoiselle Talma, Mademoiselle Mars (grandes dames à la Comédie-Française) et le lieutenant Bonaparte.

Pendant la guerre de 1914, les Allemands se réservent le théâtre pour y organiser de nombreuses manifestations.
Le théâtre est devenu maintenant un lieu incontournable de la vie culturelle douaisienne en y accueillant des spectacles prestigieux et en présentant les créations des associations de la cité (ateliers théâtre, classes de théâtre des lycées, ateliers théâtre et danse des collèges et des écoles) lors de "Théâtre en Fête", traditionnellement la semaine précédant les vacances de printemps.

## Théâtre à l'italienne

### Levestibule
- Depuis la rue de la comédie, l'accès à la salle se fait par un vestibule, l'escalier Côté cour permet l'accès aux balcons et loges, l'escalier Côté jardin permet l'accès au Paradis (théâtre) ou  poulailler

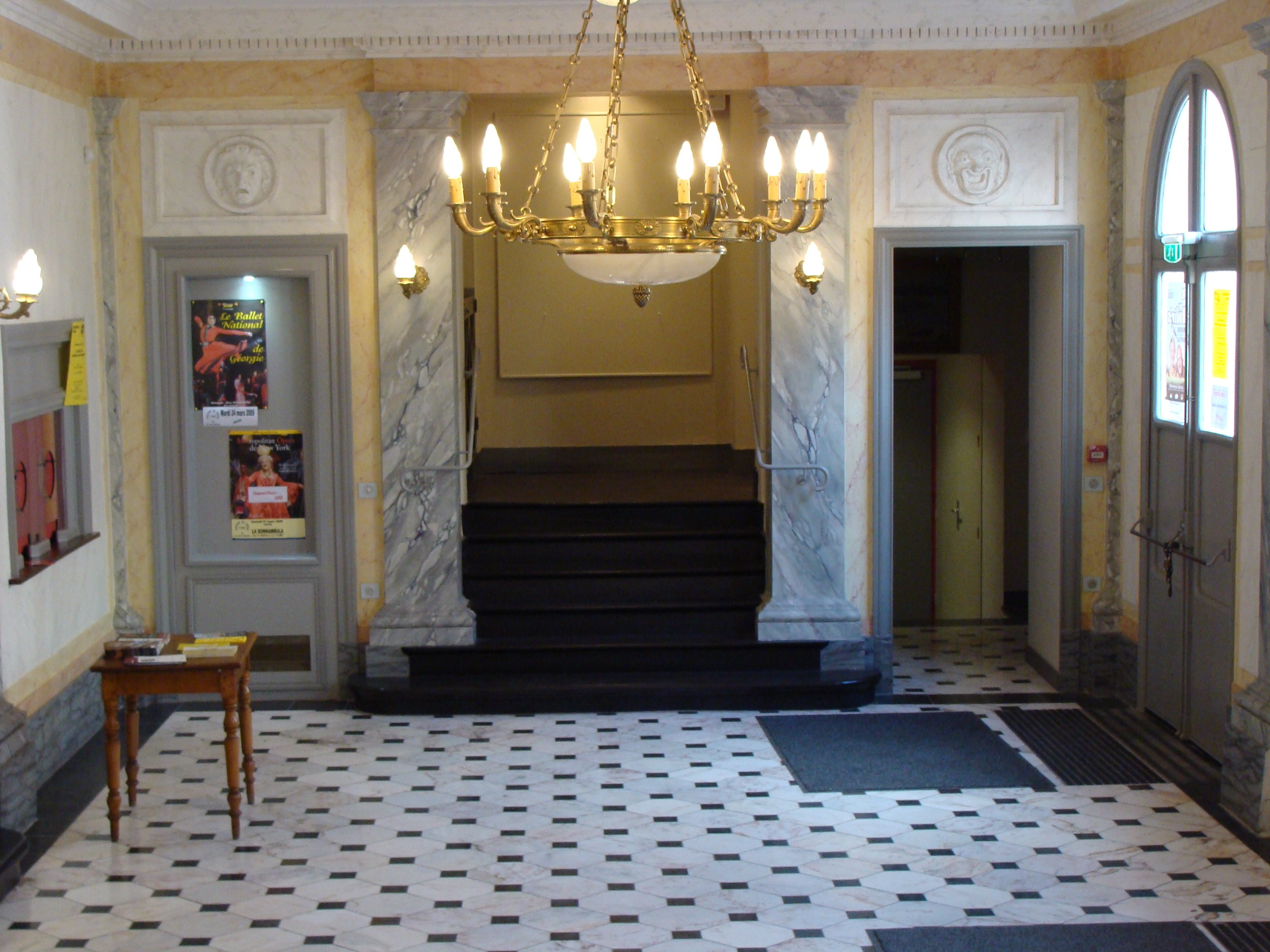
Le vestibule.

### La salle
Le principe du théâtre à l'italienne est apparu en Italie au début du XVIIe siècle.
Dans la structure « à l'italienne », la salle et la scène se répondent, séparées par le rideau d'avant-scène et le cadre de scène.
La salle est composée d'un parterre et de baignoires (sortes de loges séparées les unes des autres par une cloison basse situé au même niveau que le parterre), il y a également des balcons incluant des loges sur plusieurs étages. Ces balcons sont disposés sur trois côtés de la salle et forment un fer à cheval.
Les places du public sont conçues pour voir et pour être vu, car les spectateurs sont répartis selon une hiérarchie économique... et donc sociale. au dernier niveau se situe le Paradis (théâtre) ou  poulailler. Il existait cependant aussi la possibilité d'avoir une loge grillagée, qui permettait alors de pouvoir aller au spectacle incognito.
- la scène dispose Côté jardin et Côté cour des deux loges royales
- Le linteau de scène rappelle la Mythologie grecque avec trois Muses Thalie muse de la comédie, Melpomène muse du chant et de la tragédie et Euterpe pour la musique.
- dans les loges des balcons subsistent encore les chaises d'époque d'une très petite taille compte tenu de la stature des gens de cette période.

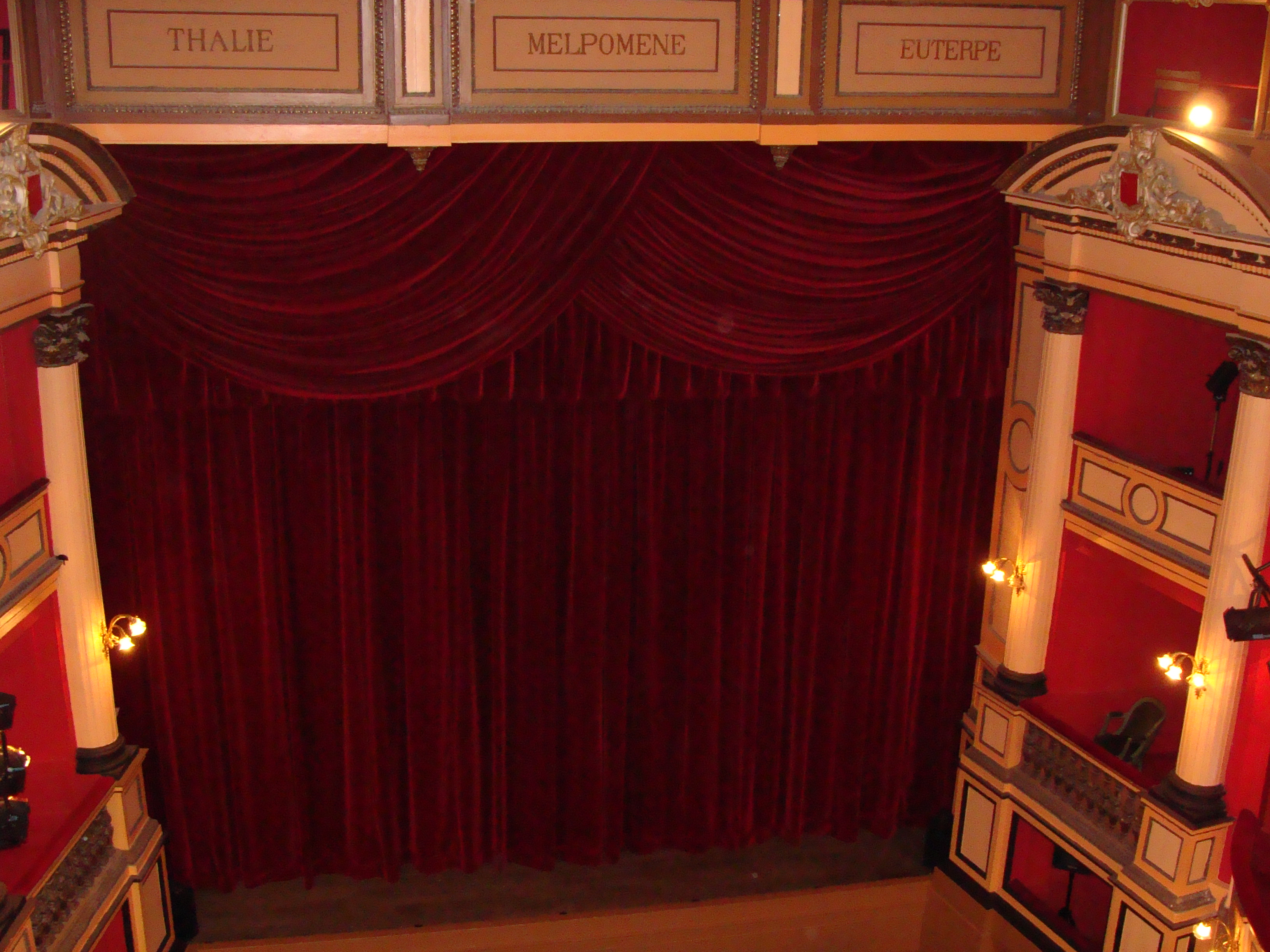
Théâtre de Douai - la scène Thalie, Melpomène, Euterpe.
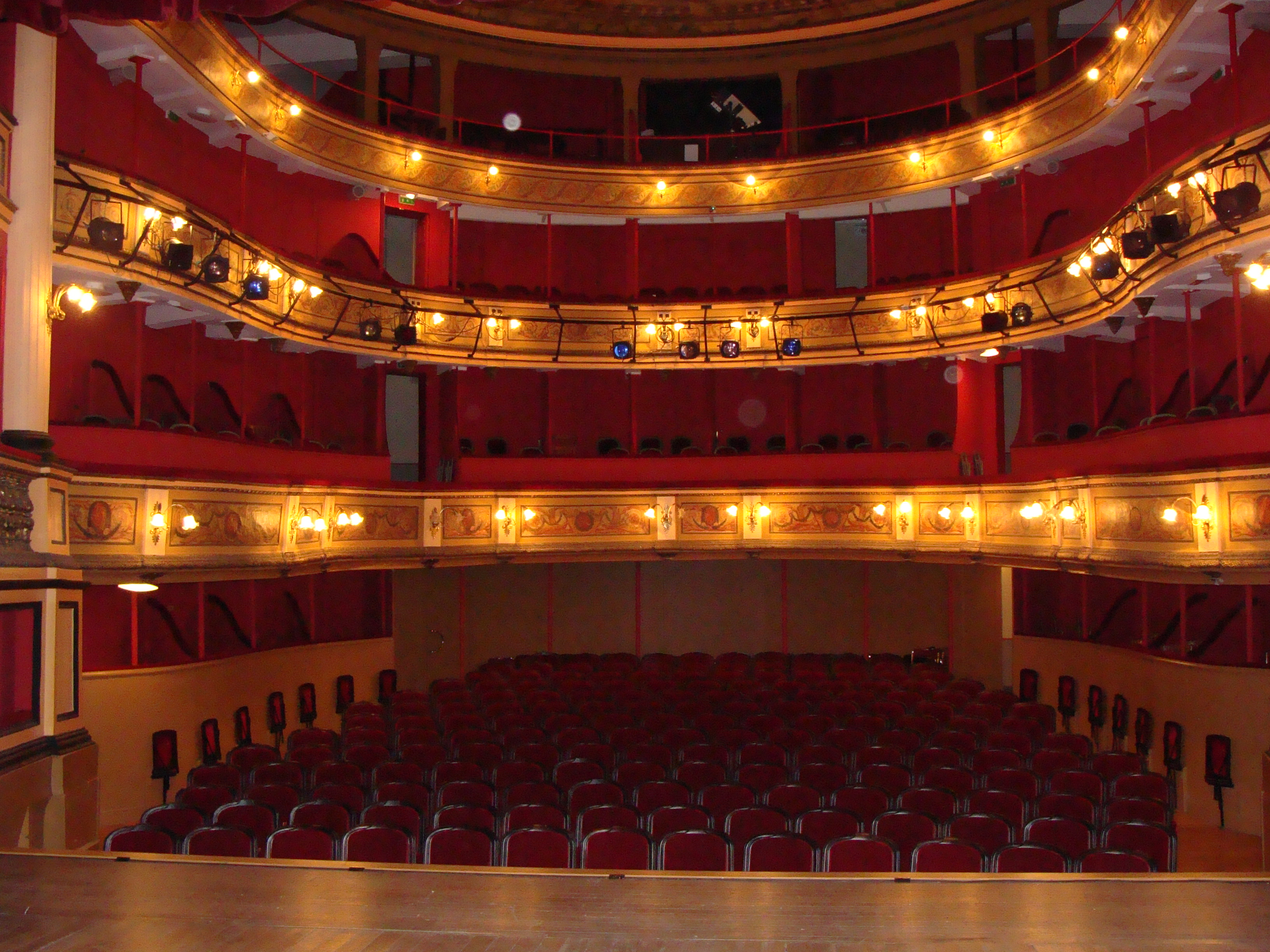
La salle de spectacle.
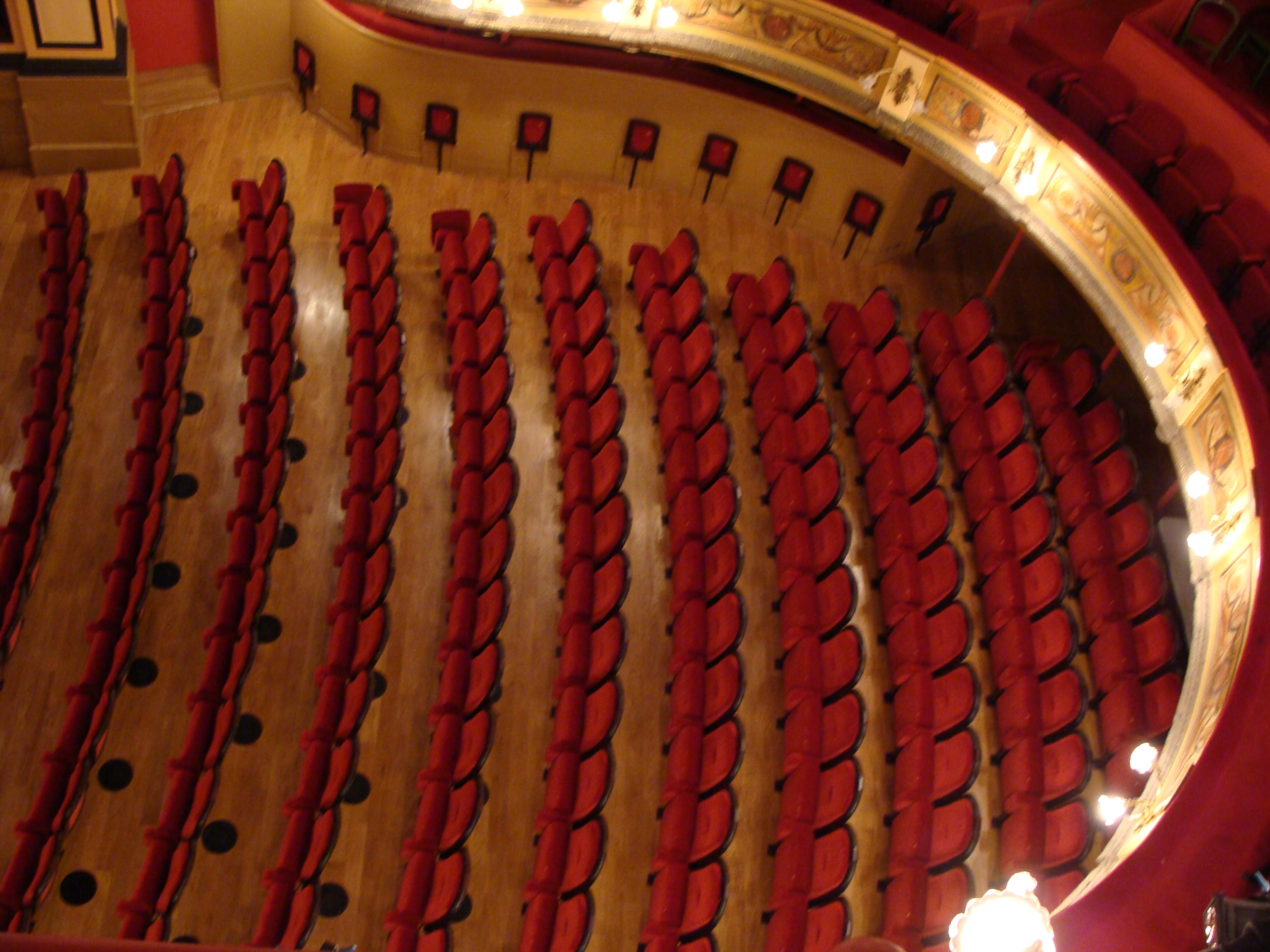
Le parterre vu du poulailler.
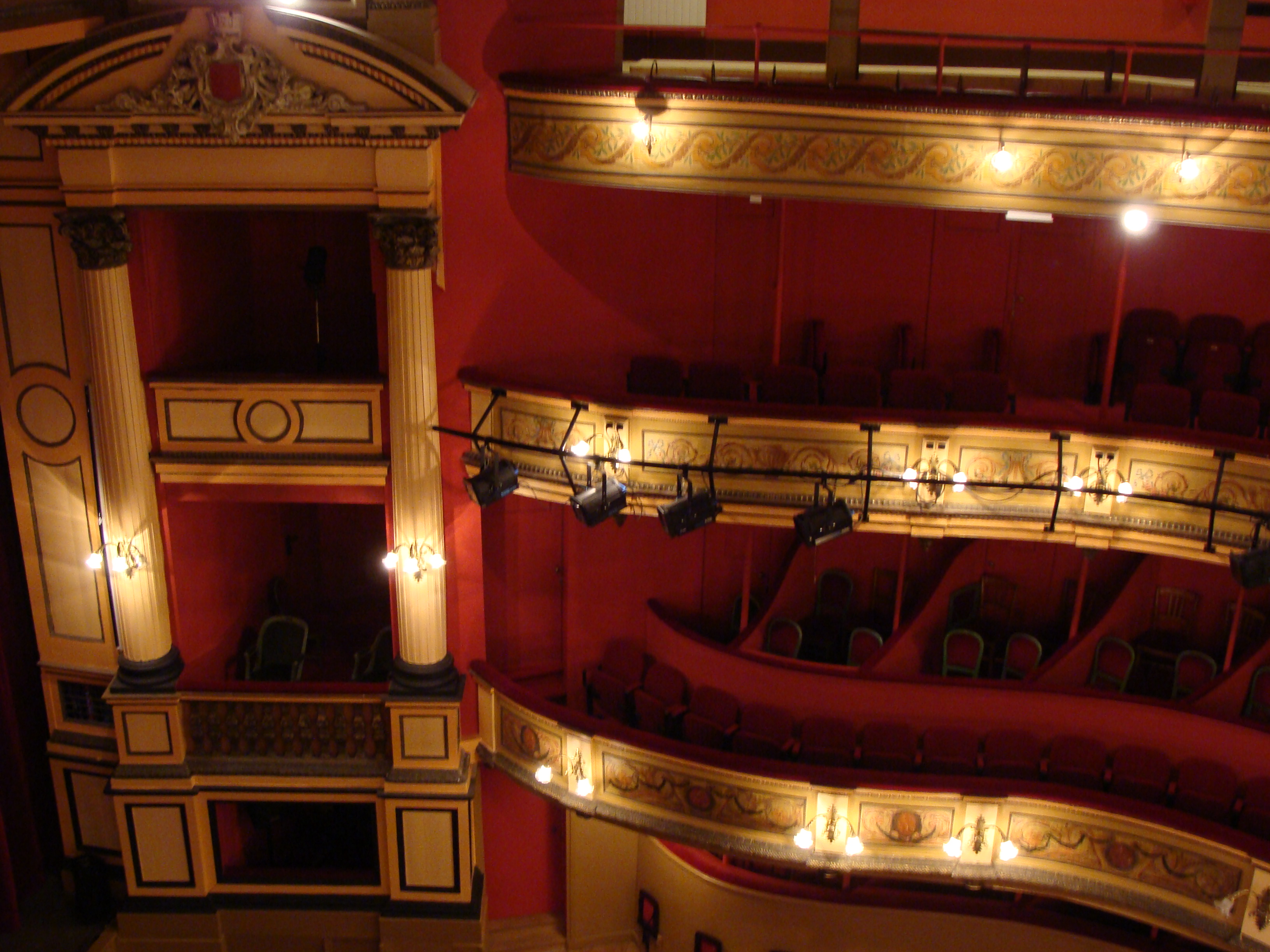
Théâtre à l'italienne de Douai - la loge royale Côté cour et le Paradis ou poulailler.
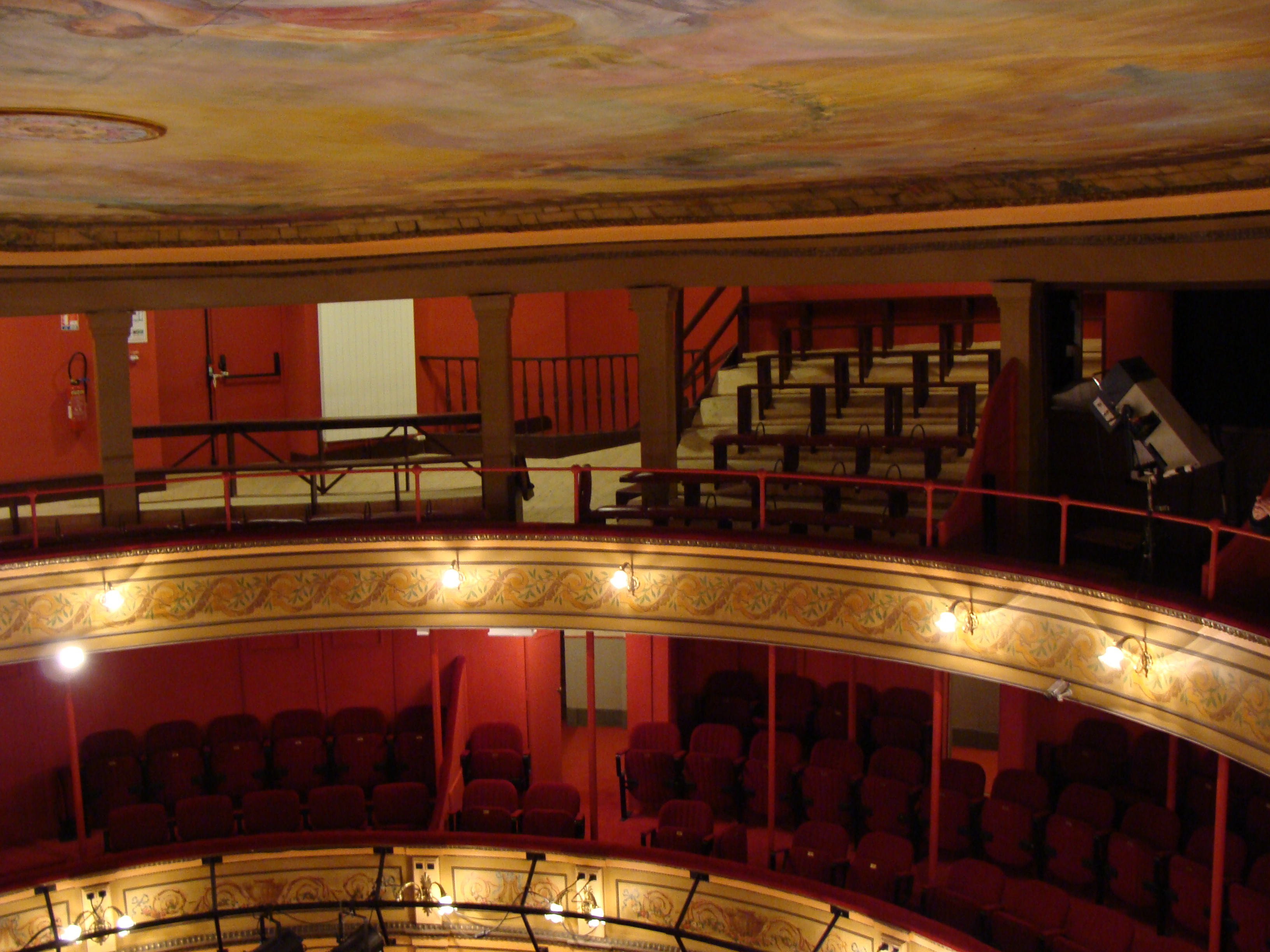
le paradis ou  poulailler.

### La scène et arrière-scène
- Il possède des décors classés. Il est l'un des rares en France à avoir conservé ses anciens décors et son ancienne machinerie.
- En arrière-scène, les loges sont sur trois étages, celles du rez-de-chaussée servent aux artistes principaux elles sont individuelles et les plus proches de la scène. Celles des étages sont collectives donc de tailles plus grandes

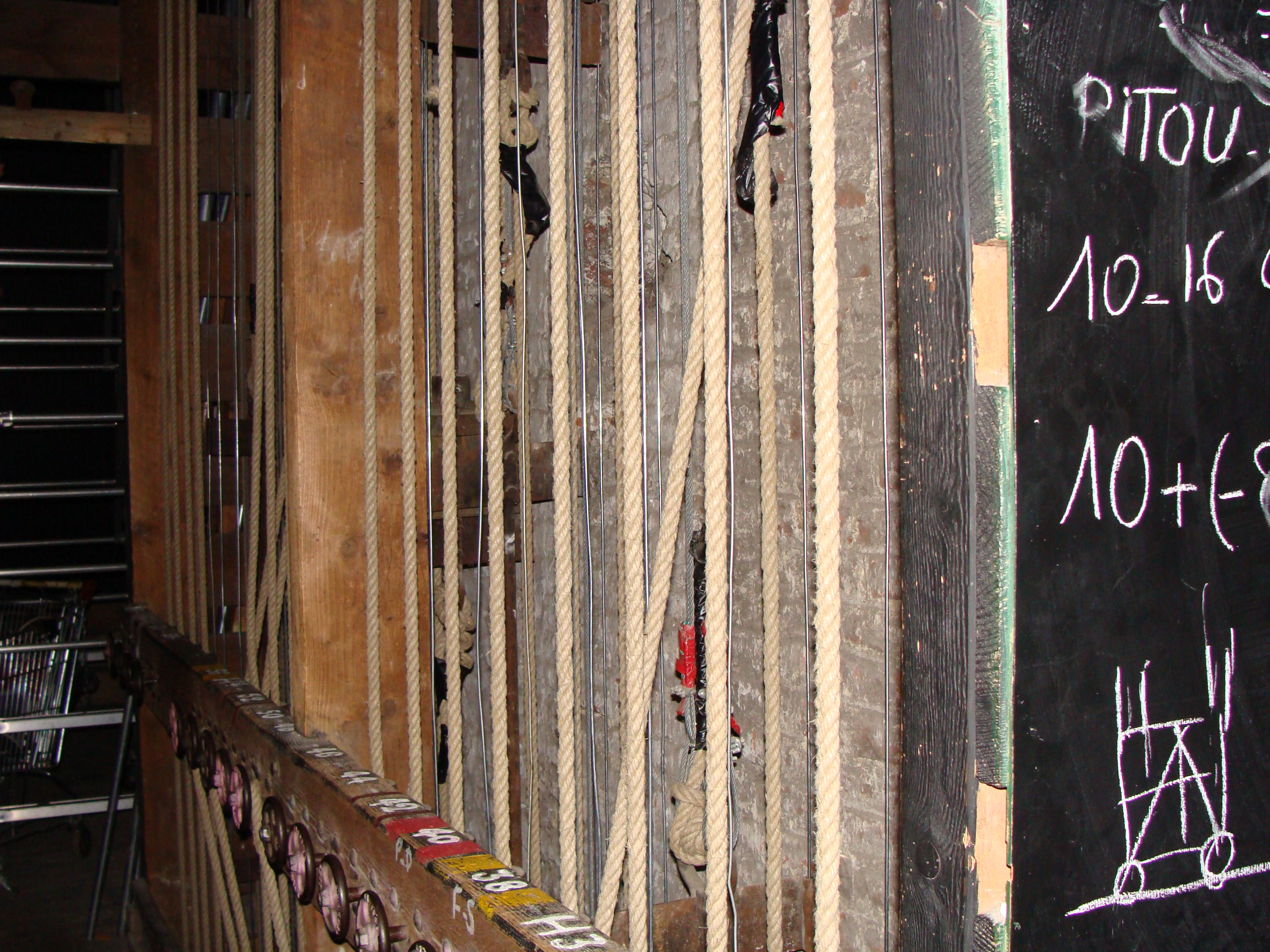
Théâtre à l'italienne de Douai machinerie de la scène par fils.
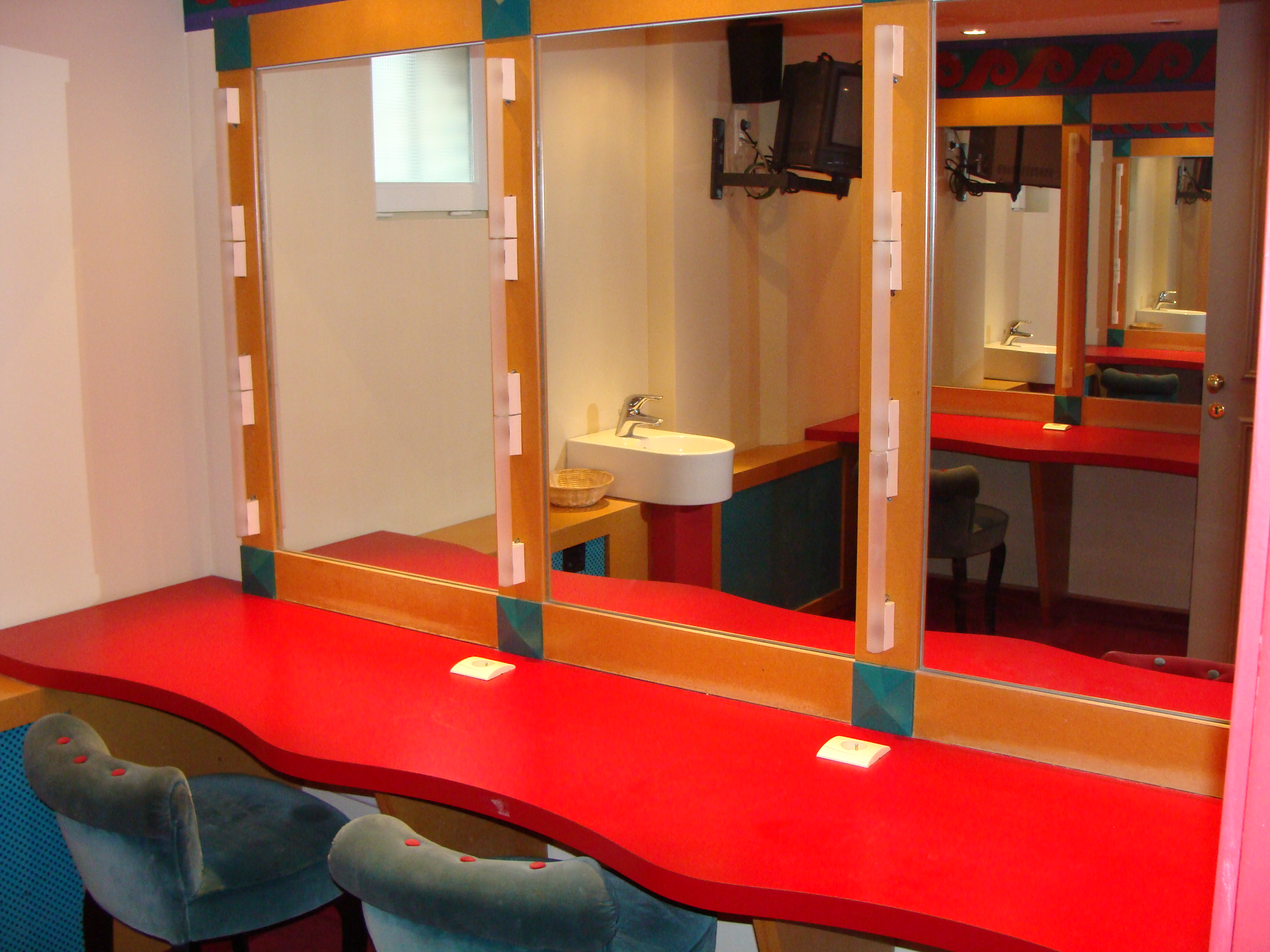
Loges du rez-de-chaussée.

### Salon de réception
- Au-dessus du vestibule au premier étage se situe un salon de réception donnant sur la Rue de la Comédie.

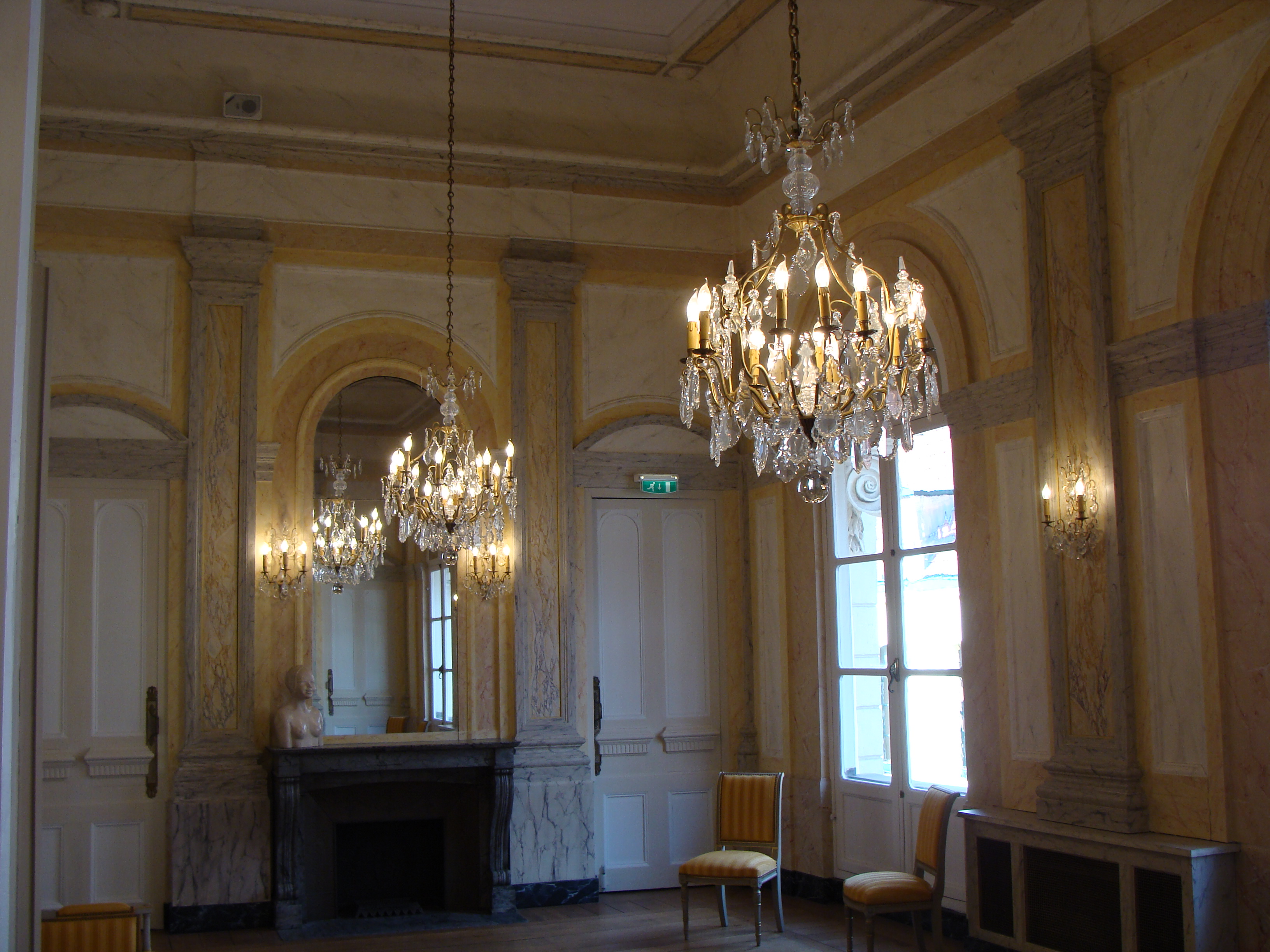
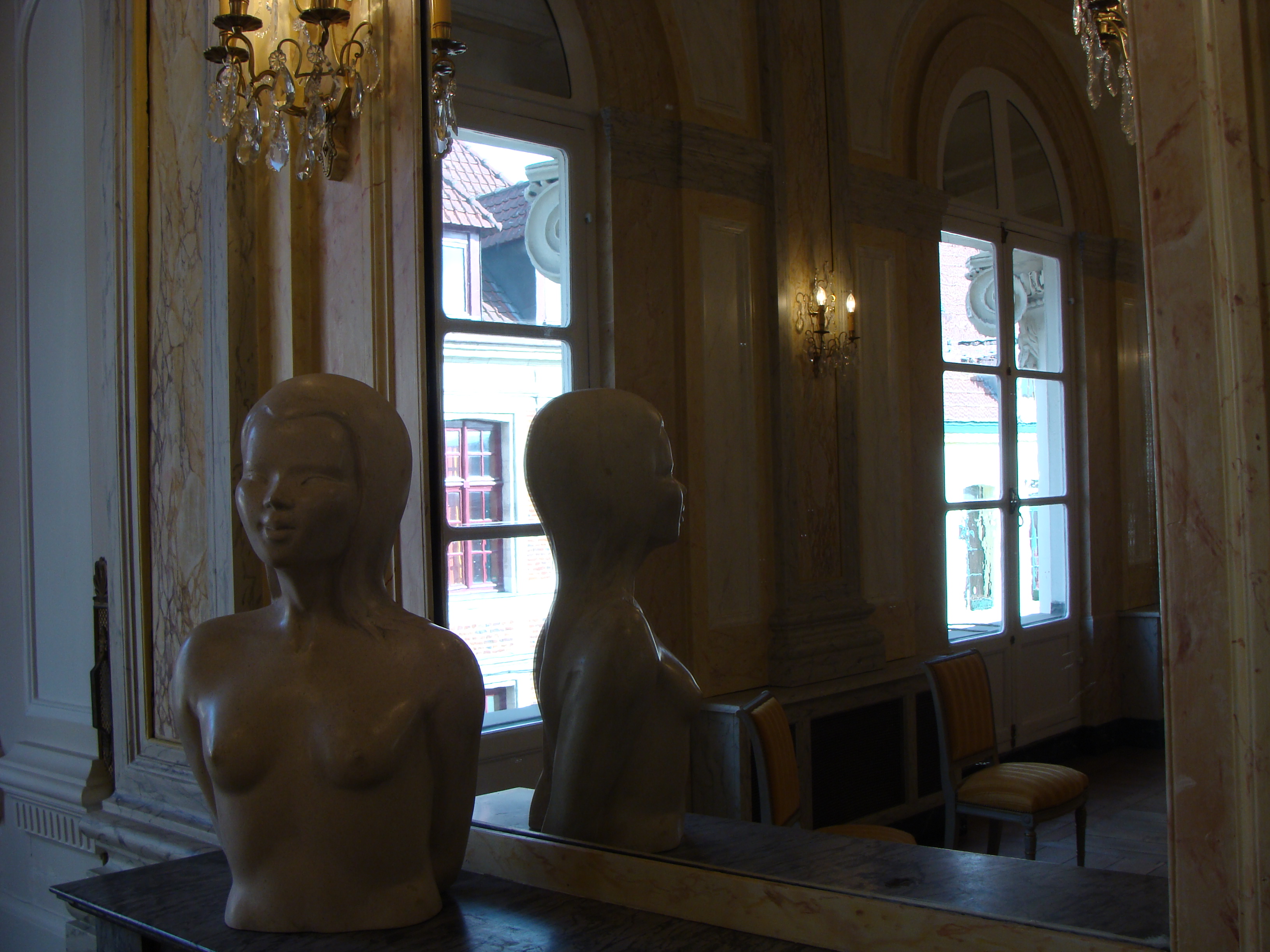

## Restaurations
- Les quatre ensemble (Palais, Salon de Molière, Chambre rustique, Bois) de décors commandés en 1785 à Charles-Alexandre-Joseph Caullet doivent être restaurés par le peintre peu après l'inauguration, en raison de l'humidité[3].
- Des aménagements et des travaux de restauration des décors sont effectués par Pierre-Luc-Charles Ciceri en 1810, lors du rachat du théâtre par la ville, et en octobre 1834[3].
- Le théâtre est rénové après les dégradations du théâtre pendant la première guerre mondiale : le plafond est peint en 1922-1923 par Maurice Rogerol[3]. Il y représente notamment la statue de Marceline Desbordes-Valmore créée par Édouard Houssin et inaugurée le 13 juillet 1896.

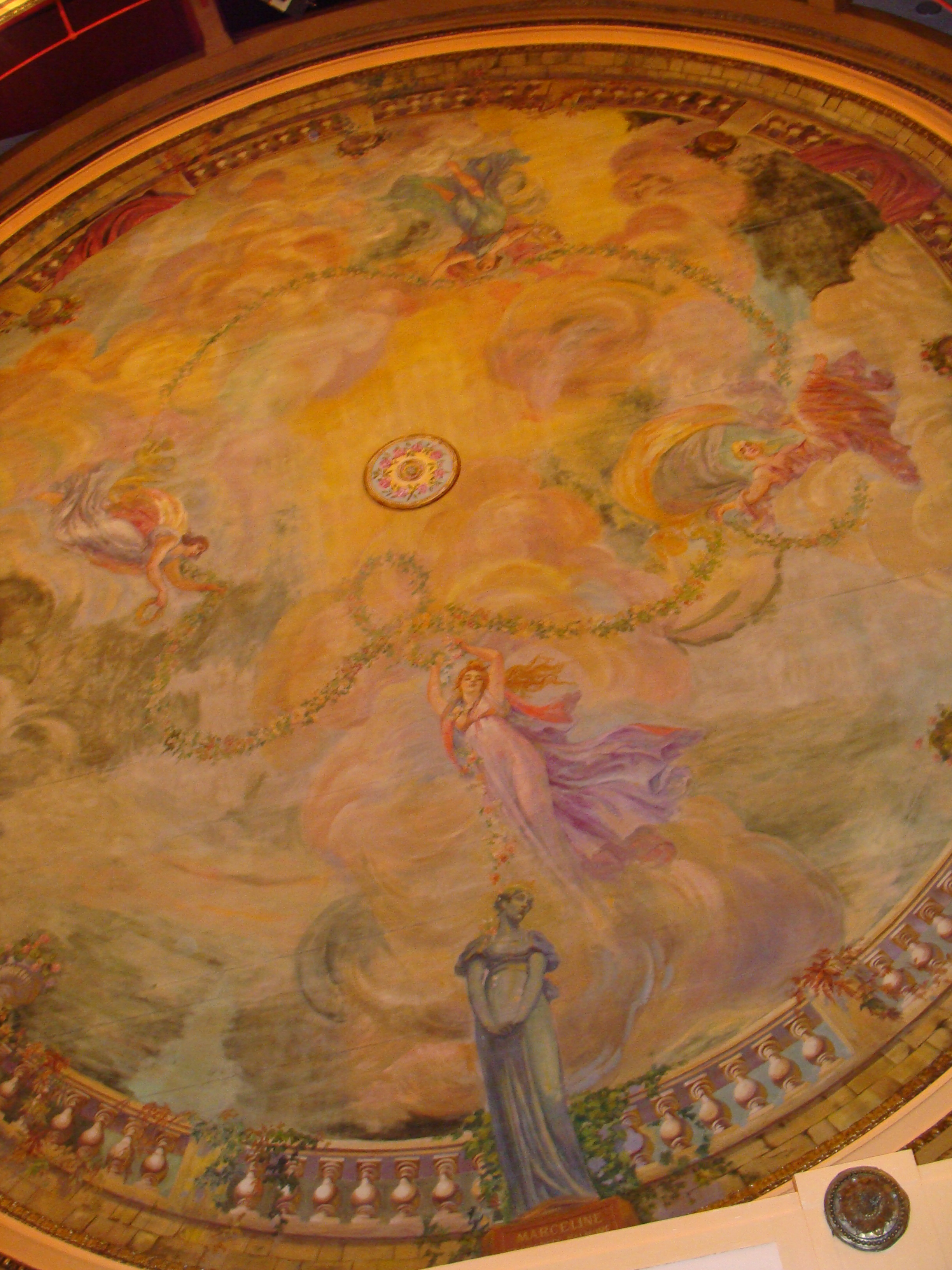
Plafond de la salle de spectacle.
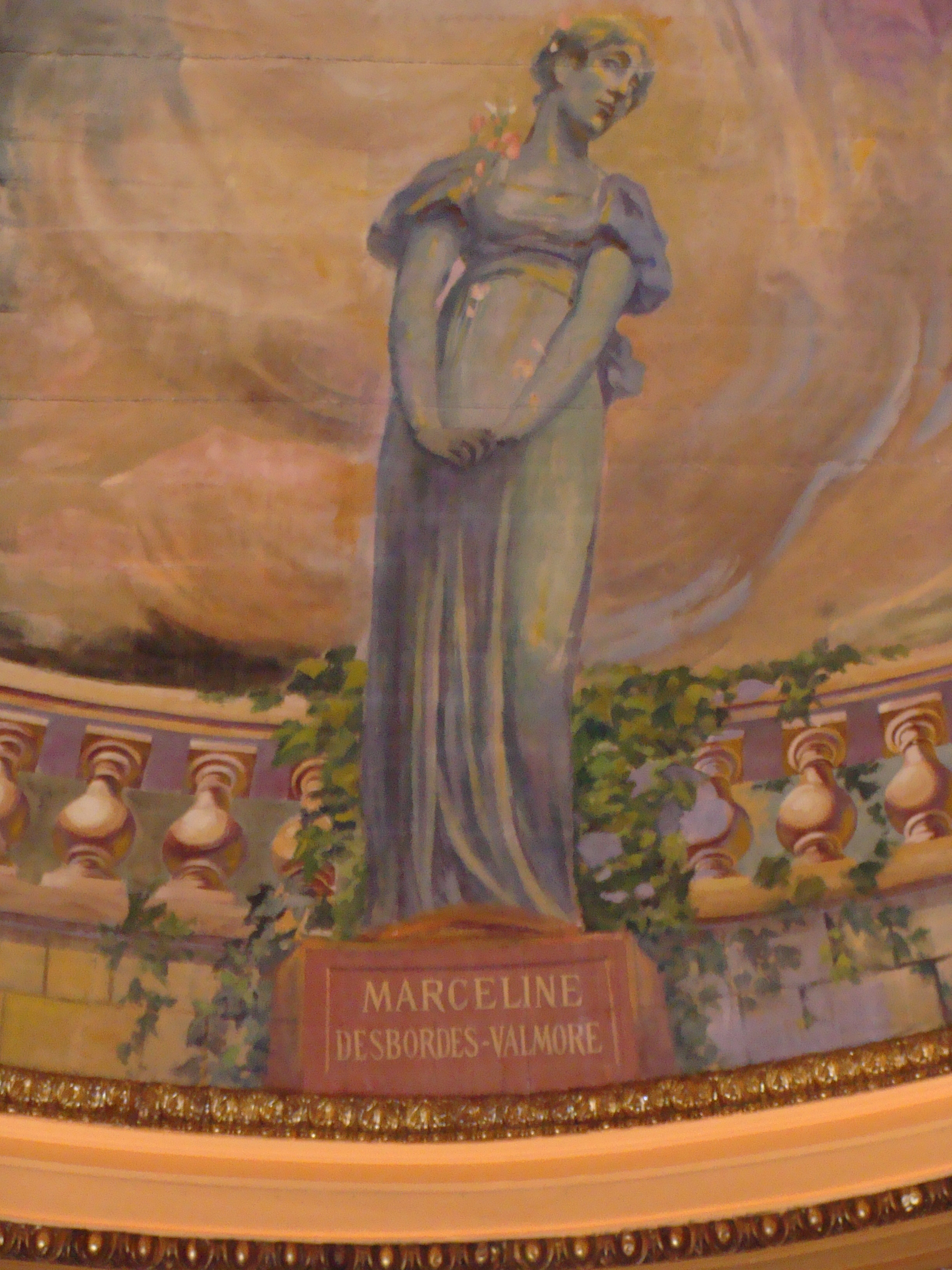
Détail du plafond où est peinte la comédienne et poétesse Marceline Desbordes-Valmore.
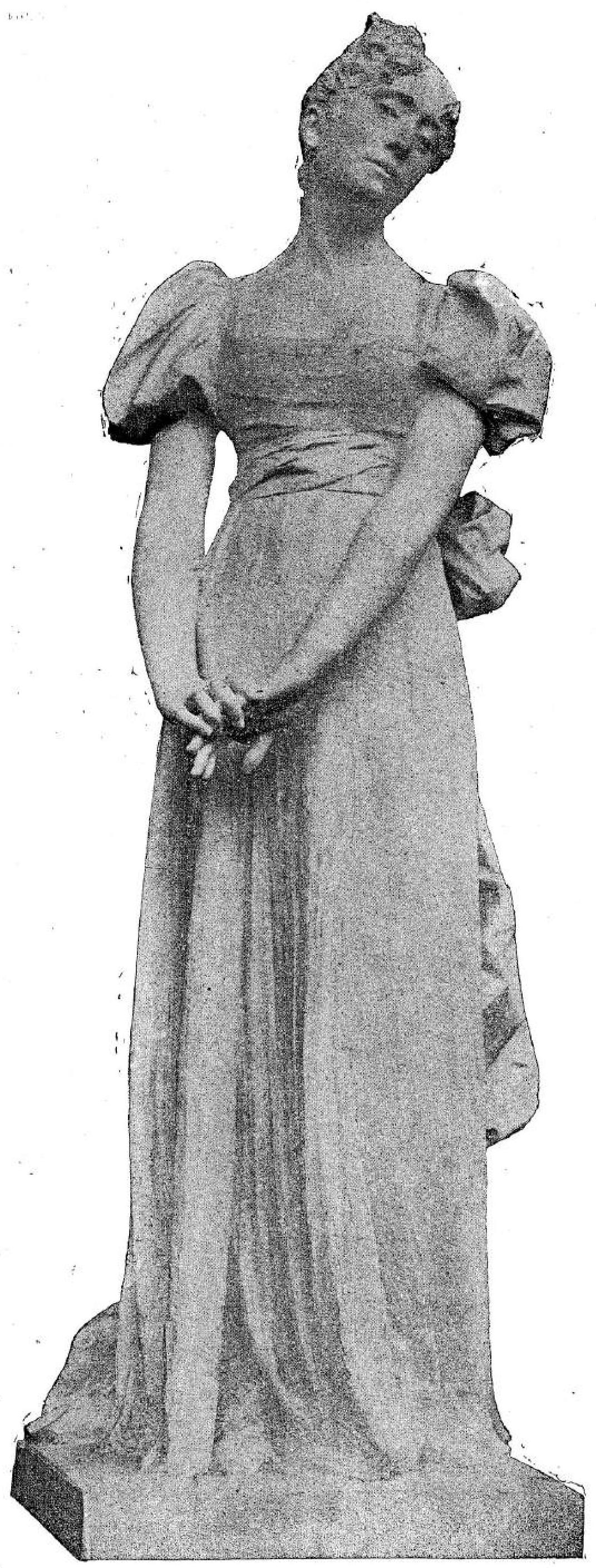
Photographie de la statue de Marceline Desbordes-Valmore par Édouard Houssin, qui inspire Maurice Rogerol pour le plafond peint

- Des réparations sont effectuées après les bombardements de 1940[3].
- En 1983, des mises aux normes de sécurité et d'hygiène sont effectuées[3].
- En 2007, après deux années de travaux, notamment pour des mises aux normes incendies, il est rouvert pour sa 222e saison.
- Juste avant sa réouverture en 2007, le plafond du théâtre est victime d'une inondation lors de la remise en route du chauffage. Boursouflé ou fissuré, il est restauré par Claude Boryczewski durant l'inter-saison de l'été 2009[4].